# 2015-ös Formula–E Punta del Este nagydíj
A 2015-ös Formula–E Punta del Este nagydíjat december 19-én rendezték. A pole-pozícióból Jérôme d’Ambrosio indulhatott. A futamot Sébastien Buemi nyerte meg.

## Időmérő
| Poz. | #  | Versenyző              | Csapat             | Idő      | Superpole |
| ---- | -- | ---------------------- | ------------------ | -------- | --------- |
| 1.   | 7  | Jérôme d’Ambrosio      | Dragon Racing      | 1:15,481 | 1:15,498  |
| 2.   | 6  | Loïc Duval             | Dragon Racing      | 1:15,748 | 1:15,875  |
| 3.   | 2  | Sam Bird               | DS Virgin Racing   | 1:15,790 | 1:16,109  |
| 4.   | 11 | Lucas di Grassi        | Audi Sport Abt     | 1:15,115 | 1:16,635  |
| 5.   | 9  | Sébastien Buemi        | e.dams Renault     | 1:15,011 | 1:19,811  |
| 6.   | 8  | Nicolas Prost          | e.dams Renault     | 1:15,913 |           |
| 7.   | 66 | Daniel Abt             | Audi Sport Abt     | 1:15,993 |           |
| 8.   | 55 | António Félix da Costa | Team Aguri         | 1:16,014 |           |
| 9.   | 21 | Bruno Senna            | Mahindra Racing    | 1:16,048 |           |
| 10.  | 88 | Oliver Turvey          | NEXTEV TCR         | 1:16,154 |           |
| 11.  | 27 | Robin Frijns           | Andretti Autosport | 1:16,255 |           |
| 12.  | 1  | Nelson Piquet, Jr.     | NEXTEV TCR         | 1:16,300 |           |
| 13.  | 4  | Stéphane Sarrazin      | Venturi Grand Prix | 1:16,353 |           |
| 14.  | 77 | Nathanaël Berthon      | Team Aguri         | 1:17,573 |           |
| 15.  | 28 | Simona de Silvestro    | Andretti Autosport | 1:18,281 |           |
| 16.  | 23 | Oliver Rowland         | Mahindra Racing    | 1:19,414 |           |
| 17.  | 25 | Jean-Éric Vergne       | DS Virgin Racing   | 1:19,946 |           |
| –    | 12 | Jacques Villeneuve     | Venturi Grand Prix | 1:28,451 |           |

## Futam

### Fanboost
Az alábbi versenyzők használhatták a Fanboost-ot.
|    | #  | Versenyző         | Csapat             |
| -- | -- | ----------------- | ------------------ |
| 1. | 4  | Stéphane Sarrazin | Venturi Grand Prix |
| 2. | 25 | Jean-Éric Vergne  | DS Virgin Racing   |
| 3. | 2  | Sam Bird          | DS Virgin Racing   |

### Futam
| Poz. | #  | Versenyző              | Csapat             | Idő/Különbség | Pont |
| ---- | -- | ---------------------- | ------------------ | ------------- | ---- |
| 1.   | 9  | Sébastien Buemi        | e.dams Renault     | 50:17,449     | 25   |
| 2.   | 11 | Lucas di Grassi        | Audi Sport Abt     | + 13,884      | 18   |
| 3.   | 7  | Jérôme d’Ambrosio      | Dragon Racing      | + 29,776      | 15   |
| 4.   | 6  | Loïc Duval             | Dragon Racing      | + 32,628      | 12   |
| 5.   | 8  | Nicolas Prost          | e.dams Renault     | + 34,404      | 10   |
| 6.   | 55 | António Félix da Costa | Team Aguri         | + 36,925      | 8    |
| 7.   | 25 | Jean-Éric Vergne       | DS Virgin Racing   | + 37,283      | 6    |
| 8.   | 66 | Daniel Abt             | Audi Sport Abt     | + 40,623      | 4    |
| 9.   | 4  | Stéphane Sarrazin      | Venturi Grand Prix | + 52,904      | 2    |
| 10.  | 27 | Robin Frijns           | Andretti Autosport | + 53,695      | 1    |
|      |    |                        |                    |               |      |
| 11.  | 28 | Simona de Silvestro    | Andretti Autosport | + 58,698      |      |
| 12.  | 88 | Oliver Turvey          | NEXTEV TCR         | + 1:07,728    |      |
| 13.  | 23 | Oliver Rowland         | Mahindra Racing    | + 1:24,464    |      |
| 14.  | 77 | Nathanaël Berthon      | Team Aguri         | + 1 kör       |      |
| 15.  | 1  | Nelson Piquet, Jr.     | NEXTEV TCR         | + 1 kör       |      |
| ki   | 21 | Bruno Senna            | Mahindra Racing    | + 4 kör       |      |
| ki   | 2  | Sam Bird               | DS Virgin Racing   | Kiesett       |      |
| ni   | 12 | Jacques Villeneuve     | Venturi Grand Prix | Kiesett       |      |

## A világbajnokság élmezőnyének állása a verseny után
(Teljes táblázat)
| H  | Versenyzők        | Pont | H  | Konstruktőrök    | Pont |
| -- | ----------------- | ---- | -- | ---------------- | ---- |
| 1. | Sébastien Buemi   | 62   | 1. | e.dams Renault   | 73   |
| 2. | Lucas di Grassi   | 61   | 2. | Audi Sport Abt   | 71   |
| 3. | Jérôme d’Ambrosio | 28   | 3. | Dragon Racing    | 52   |
| 4. | Sam Bird          | 24   | 4. | DS Virgin Racing | 30   |
| 5. | Loïc Duval        | 24   | 5. | Mahindra Racing  | 27   |

- Jegyzet: Csak az első 5 helyezett van feltüntetve mindkét táblázatban.